# Jurka László
Jurka László (Szentes, 1930. május 15. – Budapest, 1993. október 28.[forrás?]) Jászai Mari-díjas magyar színházi rendező, színigazgató.

## Életpályája
Eredetileg festőművésznek készült. 1964-ben végezte el a Színház- és Filmművészeti Főiskola rendezői szakát. Pályáját a Miskolci Nemzeti Színháznál  kezdte, ahol 1977-ig volt tag. Vendégként rendezett a Radnóti Irodalmi Színpadon is. 1977 és 1980 között a Békés Megyei Jókai Színház igazgatója volt. 1980-tól a Pannónia Filmstúdió munkatársa volt. 
Munkássága során az amatőr mozgalmat, és a munkásszínjátszást támogatta.

## Rendezéseiből
- William Shakespeare: Sok hűhó semmiért
- Fjodor Mihajlovics Dosztojevszkij: A félkegyelmű
- Stendhal: Vörös és fekete
- Tennessee Williams: Múlt nyáron hirtelen
- Sławomir Mrożek: Tangó
- Jókai Mór: A lőcsei fehér asszony
- Gárdonyi Géza: A lámpás
- Bródy Sándor: A tanítónő
- Barta Lajos: Szerelem
- Németh László: Nagy család
- Illyés Gyula: Fáklyaláng
- Illyés Gyula: Bodnárné
- Szakonyi Károly: A színház jegyében
- Fejes Endre: Vonó Ignác
- Méhes György: Harminchárom névtelen levél
- Berkesi András: Siratófal
- Berkesi András: Berci bácsi
- Genrik Borovik: Interjú Buenos-Airesben
- Jevgenyij Lvovics Svarc: Hókirálynő
- Ivan Bukovčan: Mielőtt a kakas megszólal

## Díjai, elismerései
- Jászai Mari-díj (1975)